# The Veronicas
The Veronicas is een popduo uit Brisbane, Australië, bestaande uit de eeneiige tweeling Lisa Marie en Jessica Louise Origliasso (Brisbane, 25 december 1984). Ze hebben een Italiaanse achtergrond. De twee werden ontdekt door Warner Bros in 2004. Ze schrijven hun eigen liedjes en schreven onder andere ook voor t.A.T.u. het liedje "All About Us". Tot nu toe hebben ze twee albums uitgebracht. Het debuutalbum, The Secret Life of..., kwam in Australië op 17 oktober 2005 uit en is daar viermaal platina gecertificeerd. Opvolger Hook Me Up ging meer de electropopkant op en was eveneens succesvol.

## Biografie

### Jeugd
Jess en Lisa Origliasso zijn geboren op 25 december 1984 in Brisbane, Australië. Ze treden al sinds hun vijfde samen op. Op die leeftijd deden ze mee aan musicals. Jess kreeg voor haar achttiende verjaardag een gitaar en ging samen met Lisa liedjes schrijven. In 2004 kregen ze een platencontract bij Warner en een jaar later, in oktober 2005 kwam het debuutalbum, The Secret Life of... uit in Australië en werd een grote hit.

### The Secret Life of...
4ever, Everything I'm Not, When It All Falls Apart, Revolution en Leave Me Alone werden als single uitgebracht. Na het succes in het thuisland, besloten ze het album ook in de Verenigde Staten uit te brengen. 4ever en When It All Falls Apart werden met weinig succes uitgebracht en het album bereikte een teleurstellende 133e plek in de Billboard 200. Desondanks kwam het tot een wereldwijde release, waarbij het album de 75e plek in de Nederlandse Album Top 100 bereikte en de #11 in de Belgische tegenhanger. Zowel 4ever als When It All Falls Apart bleven vastzitten in de Nederlandse tipparade terwijl de eerste wel de 92e plek in de Single Top 100 haalde. In de Vlaamse Ultratop 50 deden de singles het wel goed, met een respectievelijke 26e en 19e plek. Op de Belgische TMF-awards wonnen de zusjes een prijs voor de Beste Internationale Nieuwkomer.

### Hook Me Up
Met de in 2007 uitgebrachte Hook Me Up ging het duo meer een electropopkant op. Het debuteerde op #2 in Australië en heeft de dubbele platinastatus bereikt. Singles waren Hook Me Up, Untouched, This Love, Take Me on the Floor en Popular. Untouched werd gekozen als internationale leadsingle en bracht de doorbraak in de Verenigde Staten met een #17 notering in de Billboard Hot 100. Het nummer werd goed gepromoot doordat het onder andere te horen was in het voetbalspel FIFA 09 en door vele optredens. De videoclip kreeg in 2008 veel airplay op MTV Nederland maar tot een lijstnotering kwam het niet. Begin 2009 besloot Warner tot een re-release na het Amerikaanse succes en ook voor een release in het Verenigd Koninkrijk. Dit leverde een achtste positie in de Britse UK Singles Chart op, de eerste positie in Ierland en de top vijf in de Nederlandse Top 40. Als opvolger werd 4ever in een licht veranderde versie opnieuw uitgebracht. Het nummer kwam binnen op de veertiende positie in het Verenigd Koninkrijk en debuteerde op de 25ste positie in de tipparade. Een herziene editie van album Hook Me Up werd gelanceerd met nummers van beide albums.

### The Veronicas
The Veronicas maakten begin 2012 bekend dat hun derde studioalbum snel zou verschijnen. Dit album zou de naam 'Life on Mars' dragen en had 'The Awakening' als werktitel. Later in 2012 brachten de zussen een nieuwe single uit, Lolita. Hun derde album werd uitgesteld en later werd bekendgemaakt dat het contract met platenmaatschappij Warner Bros. Records was verbroken. The Veronicas maakten bekend dat Lolita niet langer de leadsingle van het nieuwe album was. In 2014 sloten de zussen een contract met Sony Music Entertainment en werd bekendgemaakt dat het derde album eind 2014 uitgebracht zou worden. Het album zou gelijknamig worden aan de groepnaam. De eerste single You Ruin Me werd op 19 september 2014 uitgebracht en bereikte meteen de top in de Australische hitlijsten. Op 24 oktober werd de pre-order van het album beschikbaar gemaakt. Het album is op 21 november 2014 uitgebracht.

## Discografie

### Albums
| Album met eventuele hitnotering(en) in de Nederlandse Album Top 100 | Datum van verschijnen | Datum van binnenkomst | Hoogste positie | Aantal weken | Opmerkingen |
| ------------------------------------------------------------------- | --------------------- | --------------------- | --------------- | ------------ | ----------- |
| The Secret Life of...                                               | 27-07-2006            | 02-09-2006            | 75              | 2            |             |
| Hook Me Up                                                          | 12-05-2008            | -                     |                 |              |             |
| The Veronicas                                                       | 21-11-2014            | -                     |                 |              |             |

| Album met hitnotering(en) in de Vlaamse Ultratop 200 albums | Datum van verschijnen | Datum van binnenkomst | Hoogste positie | Aantal weken | Opmerkingen |
| ----------------------------------------------------------- | --------------------- | --------------------- | --------------- | ------------ | ----------- |
| The Secret Life of...                                       | 28-07-2006            | 02-09-2006            | 11              | 19           |             |

### Singles
| Single met eventuele hitnotering(en) in de Nederlandse Top 40 | Datum van verschijnen | Datum van binnenkomst | Hoogste positie | Aantal weken | Opmerkingen                           |
| ------------------------------------------------------------- | --------------------- | --------------------- | --------------- | ------------ | ------------------------------------- |
| When It All Falls Apart                                       | 2006                  | 03-06-2006            | tip9            | -            | #83 in de Single Top 100              |
| 4ever                                                         | 2006                  | 26-08-2006            | tip20           | -            | #92 in de Single Top 100              |
| Untouched                                                     | 2008                  | 13-06-2009            | 5               | 16           | #36 in de Single Top 100              |
| 4ever                                                         | 2009                  | 24-10-2009            | 21              | 5            | re-release / #83 in de Single Top 100 |

| Single met hitnotering(en) in de Vlaamse Ultratop 50 | Datum van verschijnen | Datum van binnenkomst | Hoogste positie | Aantal weken | Opmerkingen |
| ---------------------------------------------------- | --------------------- | --------------------- | --------------- | ------------ | ----------- |
| When It All Falls Apart                              | 2006                  | 10-06-2006            | 19              | 13           |             |
| 4ever                                                | 09-06-2006            | 02-09-2006            | 26              | 11           |             |
| Everything I'm Not                                   | 2006                  | 09-12-2006            | tip3            | -            |             |
| Untouched                                            | 2008                  | 27-09-2008            | tip12           | -            |             |